# Jessey Voorn
Jessey Voorn, född 17 mars 1990, är en nederländsk basketspelare. 
Voorn deltog vid olympiska sommarspelen 2020 och var en del av Nederländernas lag som blev utslagna i kvartsfinalen i tremannabasket.